# Castianeira loricifera
Castianeira loricifera là một loài nhện trong họ Corinnidae.
Loài này thuộc chi Castianeira. Castianeira loricifera được Eugène Simon miêu tả năm 1886.